# 雜耍家鮑伯
雜耍家鮑伯（英語：Sideshow Bob），本名羅伯 特·昂德當克·特威利格（英語：Robert Onderdonk Terwilliger），是美國動畫電視劇《辛普森家庭》中的虛構配角。他由凱西·葛拉姆配音，在第一季《搬弄是非的頭》（The Telltale Head，又譯《聖誕快樂》）一集中首度短暫露面。鮑伯畢業於耶魯大學，同時是一名共和黨員和高雅文化的擁護者，自命為天才。他從小丑庫斯提電視節目的助手起家，由於不堪長期的辱罵和虐待，於是在《含冤記》（Krusty Gets Busted）一集中作偽證陷害庫斯提，謊稱他持械搶劫。但鮑伯的詭計終究被霸子·辛普森戳破，而被送入監獄。鮑伯在第三季《謀殺老婆》（Black Widower）一集再度登場：編劇呼應《威利狼與嗶嗶鳥》的前情，讓鮑伯意外和霸子重逢，並企圖刺殺他。此後，鮑伯便被定型為邪惡天才的角色。凡是鮑伯以中心角色出現時，劇情通常安排他剛出獄，精心設計了一場復仇計畫，然後被霸子或點子成功制止。他的陰謀以謀殺和毀滅為大宗，對象常瞄準霸子，但最後往往捲入辛普森全家；少數幾集鮑伯則是針對小丑庫斯提而來。在第十九季《魔鬼的葬禮》（Funeral for a Fiend）一集中，劇情示意，經過多年來不斷的失敗，鮑伯已步向精神失常。在第25季第14集中，鲍伯变成了一个基因科学家并修改了自身多处基因，但因愧疚感跳水自杀，却因为有鳃而没有死。在第二十七季的《恐怖樹屋》(Treehouse of Horror XXVI)中完成24年來的心願成功殺死霸子，但是因為懷念追殺霸子的生活，而不斷復活霸子好將他不斷殺死。

## 外部連結
- 雜耍家鮑伯 於 TheSimpsons.com
- 互联网电影数据库上雜耍家鮑伯的资料